# 卡洛斯·梅萨
卡洛斯·迭戈·梅萨·希斯韦特（西班牙語：Carlos Diego Mesa Gisbert，1953年8月12日—）出生于拉巴斯，前玻利维亚总统。

## 经历
在从政前，梅萨是一位历史学家和广播、电视、报纸记者，是玻利维亚历史学会的成员。
虽然他缺乏政治领域的经验，但他在前总统贡萨洛·桑切斯·德洛萨达的政府中提升很快。
他从2002年8月6日起成为副总统，同时也是玻利维亚議会的领袖。2003年10月17日就职总统，2005年6月6日辞职。
-